# Едвард Ларсен
Мартин Едвард Ларсен (норв. Martin Edvard Larsen; Осло, 27. октобар 1881 — Осло, 10. септембар 1914) је био норвешки атлетичар, специјалиста за троскок.
На Летњи олимпијским играма 1908. одржаним у Лондону освојио је бронзану медаљу са скоком 14,39 метара. Ово је остао његов најбољи скок у каријери. Четири године касније 1912. у Стокхолму био је шести са 14,06 метара.
Ларсен је био четири пута првак Норвешке у троскоку 1900, 1906, 1908. и 1911, и два пута у скоку удаљ 1906. и 1908.